# Rockefeller Mountains
Rockefeller Mountains är ett berg i Antarktis. Det ligger i Västantarktis. Nya Zeeland gör anspråk på området. Toppen på Rockefeller Mountains är 644 meter över havet.
Terrängen runt Rockefeller Mountains är platt åt nordväst, men åt sydost är den kuperad. Trakten är obefolkad. Det finns inga samhällen i närheten.